# 예산 삼길암 목조관음보살좌상 및 복장유물일괄
삼길암 목조관음보살좌상 및 복장유물일괄(三吉庵 木造觀音菩薩坐像 및 腹藏遺物一括)은 대한민국 충청남도 예산군 덕산면, 수덕사 근역성보관에 있는 나무로 만든 관음보살좌상 및 복장유물이다. 2003년 10월 30일 충청남도의 유형문화재 제172호로 지정되었다.

## 개요
나무로 만든 관음보살좌상 1구 및 복장발원문을 비롯한 복장유물 18점이다.
복장유물로는 복장발원문 1점, 보협인다라니 3점, 오륜종자진언 4점, 관음주관련 다라니 3점, 후령통 1점, 후령통 보자기 1점, 오보병 5점 등이 있다.
발원문을 통해 조성년도, 조성사찰과 화원 등의 이름이 밝혀진 불상으로서 18세기 불상의 특징을 잘 보여주고 있어 불교미술사적·학술적 가치가 크다.

## 참고 자료
- 예산 삼길암 목조관음보살좌상 및 복장유물일괄 - 국가유산청 국가유산포털